# دة ويس أقا
دة ويس‌ أقا هي قرية في مقاطعة مياندوآب، إيران. يقدر عدد سكانها بـ 712 نسمة بحسب إحصاء 2016.